# Йорат, Терри
Терренс Чарльз Йорат (англ. Terence Charles Yorath; 27 марта 1950, Кардифф) — уэльский футболист и тренер.

## Биография

### Футболиста
Воспитанник клуба «Лидс Юнайтед», за основной состав которого он дебютировал уже в 17 лет. Вместе с ним он становился чемпионом страны, двукратным обладателем Кубка ярмарок и финалистом трех других еврокубков. В 1976 году был продан в «Ковентри Сити», за который Йорат играл в течение трех сезонов. В Первом дивизионе Футбольной лиги хавбек также выступал за «Тоттенхэм Хотспур».
Долгие годы футболист входил в состав сборной Уэльса. Йорат сыграл большую роль в выходе «драконов» в четвертьфинал турнира в рамках чемпионата Европы 1976 года. Всего за национальную команду провел 59 матчей и забил два гола.

### Тренера
В 1982 году Терри Йорат стал играющим ассистентом наставника команды «Брэдфорд Сити» В дальнейшем он возглавил «Суонси Сити» — уэльский клуб, выступающий в системе чемпионата Англии. В 1988 году молодой специалист возглавил сборную Уэльса. При нем она в 1993 году поднялась на рекордное к тому моменту в своей истории 27-е место в рейтинге ФИФА. В борьбе за место на чемпионате мира 1994 года Уэльс оспаривал путёвку с Румынией. В домашней встрече валлийцы должны были обыгрывать соперников, но при счёте 1:1 Пол Бодин не реализовал пенальти в ворота румын. В итоге «драконы» уступили (1:2) и не попали на мундиаль. После неудачи Йорат отказался продлевать свой контракт со сборной. Его место занял Джон Тошак (главный тренер испанского клуба «Реал Сосьедад»), но он не продержался на посту всего один матч: после поражения от Норвегии со счётом 1:3 он тут же подал в отставку, заявив, что у него назревал серьёзный конфликт с Футбольной ассоциацией Уэльса, хотя истинная причина крылась в том, что фанаты освистывали его на протяжении всего матча, не признавая его своим тренером и протестуя против ухода Йората.
Вскоре специалист вернулся к работе со сборными, возглавив Ливан. За два года нахождения у руля «кедров», ему удалось поднять их на 60 мест в рейтинге ФИФА.
Входил в тренерские штабы «Хаддерсфилд Таун» и «Шеффилд Уэнсдей» (со второй командой работал и самостоятельно). Последним коллективом в карьере Йората стал «Маргейт», в котором он совмещал работу главного тренера и спортивного директора.

## Достижения

### Футболиста
- Чемпион Англии (2): 1968/69, 1973/74.
- Обладатель Кубка Англии (1): 1972.
- Финалист Кубка Англии (2): 1970, 1973.
- Обладатель Кубка Футбольной лиги (1): 1968.
- Обладатель Суперкубка Англии (1): 1969.
- Обладатель Кубка ярмарок (2): 1967/68, 1970/71
- Финалист Кубка европейских чемпионов (1): 1975.
- Финалист Кубка обладателей кубков УЕФА (1): 1973.
- Финалист Суперфинала Кубка ярмарок (1): 1971.
- Победитель Домашнего чемпионата Великобритании (1): 1969/70.

### Тренера
- Обладатель Кубка Уэльса (2): 1988/89, 1990/91
- Финалист Кубка Уэльса (1): 1994/95.
- Бронзовый призер Панарабских игр (1): 1997.

## Личная жизнь
Дочь Терри Йората Гэбби Логан (род. 1973) — британская телеведущая. Сын футболиста Даниэль умер в 1992 году в возрасте 15 лет от кардиомиопатии. Смертельный приступ случился с подростком после игры в футбол с отцом в саду у дома.
В 2004 году опубликовал автобиографию под названием «Hard Man, Hard Knocks» («Суровый человек, суровые удары»).